# 洛普秋加河
洛普秋加河是俄羅斯的河流，屬於瓦什卡河的右支流，位於科密共和國，河道全長152公里，流域面積1,620平方公里，河水主要來自融雪。